# Піттсфілд (переписна місцевість, Нью-Гемпшир)
Піттсфілд (англ. Pittsfield) — переписна місцевість (CDP) в США, в окрузі Меррімак штату Нью-Гемпшир. Населення — 1570 осіб (2020).

## Географія
Піттсфілд розташований за координатами 43°18′0″ пн. ш. 71°19′53″ зх. д. / 43.30000° пн. ш. 71.33139° зх. д. (43.300101, -71.331517).  За даними Бюро перепису населення США в 2010 році переписна місцевість мала площу 3,91 км², уся площа — суходіл. В 2017 році площа становила 4,15 км², уся площа — суходіл.

## Демографія
Згідно з переписом 2010 року, у переписній місцевості мешкало 1576 осіб у 639 домогосподарствах у складі 383 родин. Густота населення становила 404 особи/км².  Було 750 помешкань (192/км²).
Расовий склад населення:
| - 96,6 % — білих - 0,6 % — азіатів - 0,3 % — корінних американців - 0,3 % — чорних або афроамериканців |

До двох чи більше рас належало 2,2 %. Частка іспаномовних становила 3,2 % від усіх жителів.
За віковим діапазоном населення розподілялося таким чином: 26,0 % — особи молодші 18 років, 62,4 % — особи у віці 18—64 років, 11,6 % — особи у віці 65 років та старші. Медіана віку мешканця становила 34,9 року. На 100 осіб жіночої статі у переписній місцевості припадало 95,3 чоловіків;  на 100 жінок у віці від 18 років та старших — 93,5 чоловіків також старших 18 років.
Середній дохід на одне домашнє господарство  становив 38 921 долар США (медіана — 27 798), а середній дохід на одну сім'ю — 42 718 доларів (медіана — 29 063). За межею бідності перебувало 23,1 % осіб, у тому числі 22,7 % дітей у віці до 18 років та 6,3 % осіб у віці 65 років та старших.
Цивільне працевлаштоване населення становило 599 осіб. Основні галузі зайнятості: роздрібна торгівля — 22,0 %, виробництво — 16,4 %, освіта, охорона здоров'я та соціальна допомога — 16,4 %.